# Karl von Goebel

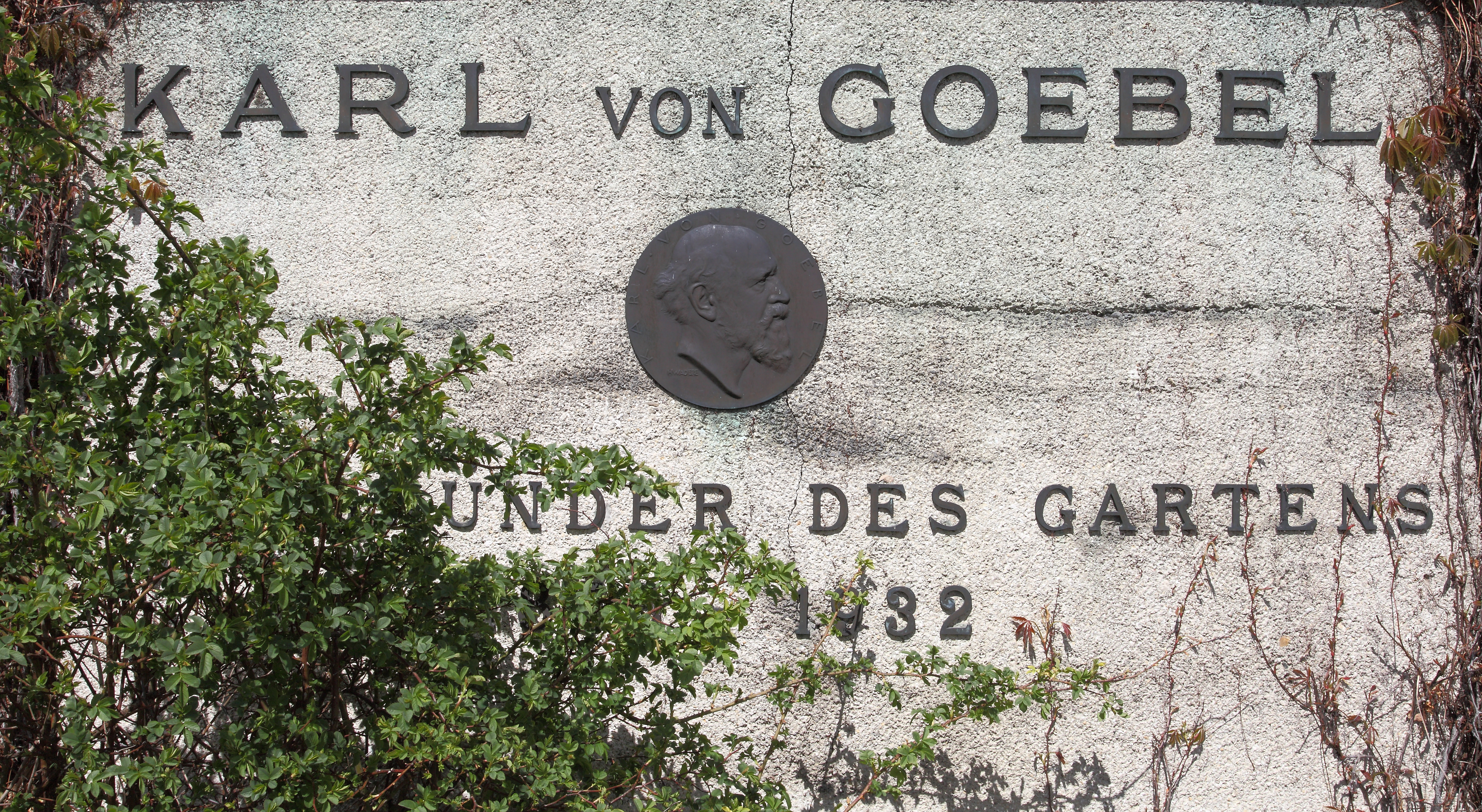
Placa en honor a Karl von Goebel, Jardín Botánico, Múnich, Alemania.

Karl (Carl) Immanuel Eberhard Ritter von Goebel fue un profesor, botánico, briólogo, algólogo, pteridólogo alemán ( 8 de marzo de 1855 , Billigheim , Bade - 9 de octubre de 1932 , Múnich). Obtiene su doctorado en 1877 antes de ocupar varias posiciones de enseñanza, entre ellas en la Universidad de Berlín. Realizó varias expediciones científicas a los Andes.
Goebel en una carta a Eduard Strasburger, del 21 de enero de 1908: 

„El jardín botánico fue puesto por el Comité de Finanzas de Baviera de la Cámara de Diputados y aprobado por la Cámara de Representantes; y también por nosotros" (Bayerischer Landtag). Eso hizo posible renunciar, sabiendo de su técnica científica sobre el jardín“.

Ernst Küster, sobre sus días de estudiante en Múnich (memorias de un botánico, 1956) expresó: 

"El maestro de los maestros fue Karl Goebel, botánico ... Soy un déspota "Goebel dijo en ese momento como ... pero nadie dudó que lo admiro por su Despotentums;. porque todo el mundo sabía que estaba con él la cuestión "

Entre 1885 y 1886 realizó viajes de investigación a Ceilán y a Java; y, entre 1890 y 1891 a Venezuela y a la entonces Guayana Británica.
Desde 1889, Goebel fue editor de "Flora".

## Algunas publicaciones

### Libros
- 1820. Die Vorhalle europäischer Völkergeschichten vor Herodotus, um den Kaukasus und am den Gestaden des Pontus: eine Abhandlung zur Altertumskunde (El lobby de las historias de los pueblos europeos desde Herodoto hasta el Cáucaso y en las orillas del Ponto: un ensayo sobre Arqueología) . Ed. G. Reimer. 479 pp. En línea
- 1842. The colonization of New Zealand. Ed. Smith, Elder. 56 pp. En línea
- Carl Ritter, Georg Friedrich Hermann Müller. 1843. Die Erdkunde im Verhältniss zur Natur und zur Geschichte des Menschen: oder allgemeine vergleichende Geographie, als sichere Grundlage des Studiums und Unterrichts in physikalischen und historischen Wissenschaften (La geografía en relación con la naturaleza y la historia del hombre, o la geografía comparativa general, como base de estudio y enseñanza de las ciencias físicas e históricas), Volumen 10. Ed. G. Reimer. 920 pp. En línea
- 1865. Comparative geography. Ed. J.B. Lippincott & Co. 190 pp. En línea
- 1866. The comparative geography of Palestine and the Sinaitic Peninsula, Volumen 1. Ed. D. Appleton & Co. 458 pp. En línea

## Honores
- 1931: Medalla linneana de la Sociedad Linneana de Londres
- 1914: Miembro extranjero de la Accademia Nazionale dei Lincei en Roma
- La abreviatura «K.I.Goebel» se emplea para indicar a Karl von Goebel como autoridad en la descripción y clasificación científica de los vegetales.[1]